# آرثر ويشارت
آرثر ويشارت هو سياسي كندي، ولد في 11 يونيو 1903 في نيو برونزويك في كندا، وتوفي في 23 نوفمبر 1986 في سو ساينت ماري في كندا. نشط حزبياً في حزب أونتاريو المحافظ التقدمي. وقد انتخب عضو برلمان مقاطعة أونتاريو ‏.